# Na marne
Na marne – utwór Henryka Sienkiewicza, która ukazał się w 1872 r.  
Utwór jest niekiedy klasyfikowany jako nowela, a niekiedy jako powieść. 
Sienkiewicz próbował swoich sił jako powieściopisarz już w latach 1865-1866, ale z pięciu rozpoczętych powieści ukończył jedną, zatytułowaną Ofiara, którą później spalił. Prace nad powieścią Na marne rozpoczął przypuszczalnie jeszcze w Warszawie w 1868, a kontynuował w Bielicach pod Sochaczewem, gdzie przebywał jako guwerner u książąt Woronieckich. Podstawowy zrąb tekstu ukończył w 1870, wygładzał go przez kolejny rok. Starając się o druk powieści, Sienkiewicz, korzystając z pośrednictwa Konrada Dobrskiego, wysłał ją do Józefa Ignacego Kraszewskiego, właściciela drukarni w Dreźnie. Kraszewski w tym czasie sprzedał drukarnię, ale wystawił pozytywną opinię powieści Sienkiewicza. Według autora o wydanie powieści zabiegały Bluszcz i Gazeta Warszawska. Ostatecznie ukazała się w Wieńcu w odcinkach, które ukazywały się od 7 maja 1872 do 26 lipca tego roku. 
Utwór zainspirował dramat Lucjana Rydla o tej samej nazwie. 